# Monchy-Cayeux
Monchy-Cayeux ist eine französische Gemeinde mit 289 Einwohnern (Stand 1. Januar 2022) im Arrondissement Arras des Départements Pas-de-Calais. Sie liegt im Kanton Saint-Pol-sur-Ternoise und ist Mitglied des Kommunalverbandes Ternois.
| Anvin  |         | Eps        |
|        | Kompass | Hestrus    |
| Fleury |         | Hernicourt |

## Sehenswürdigkeiten

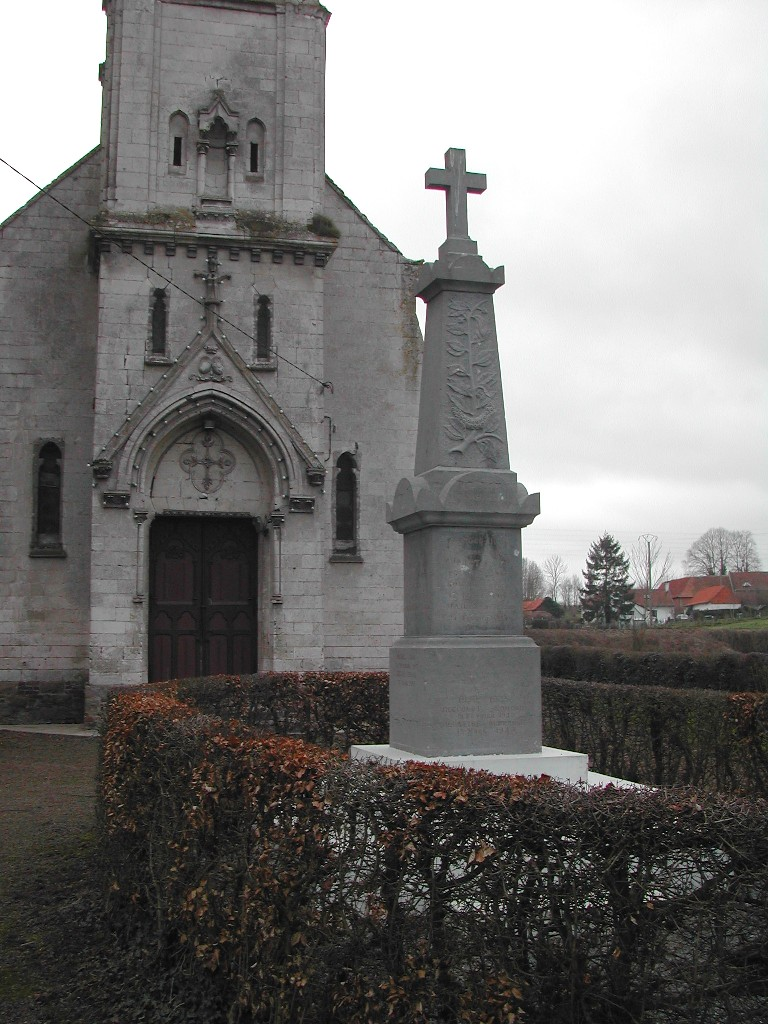
Kriegerdenkmal
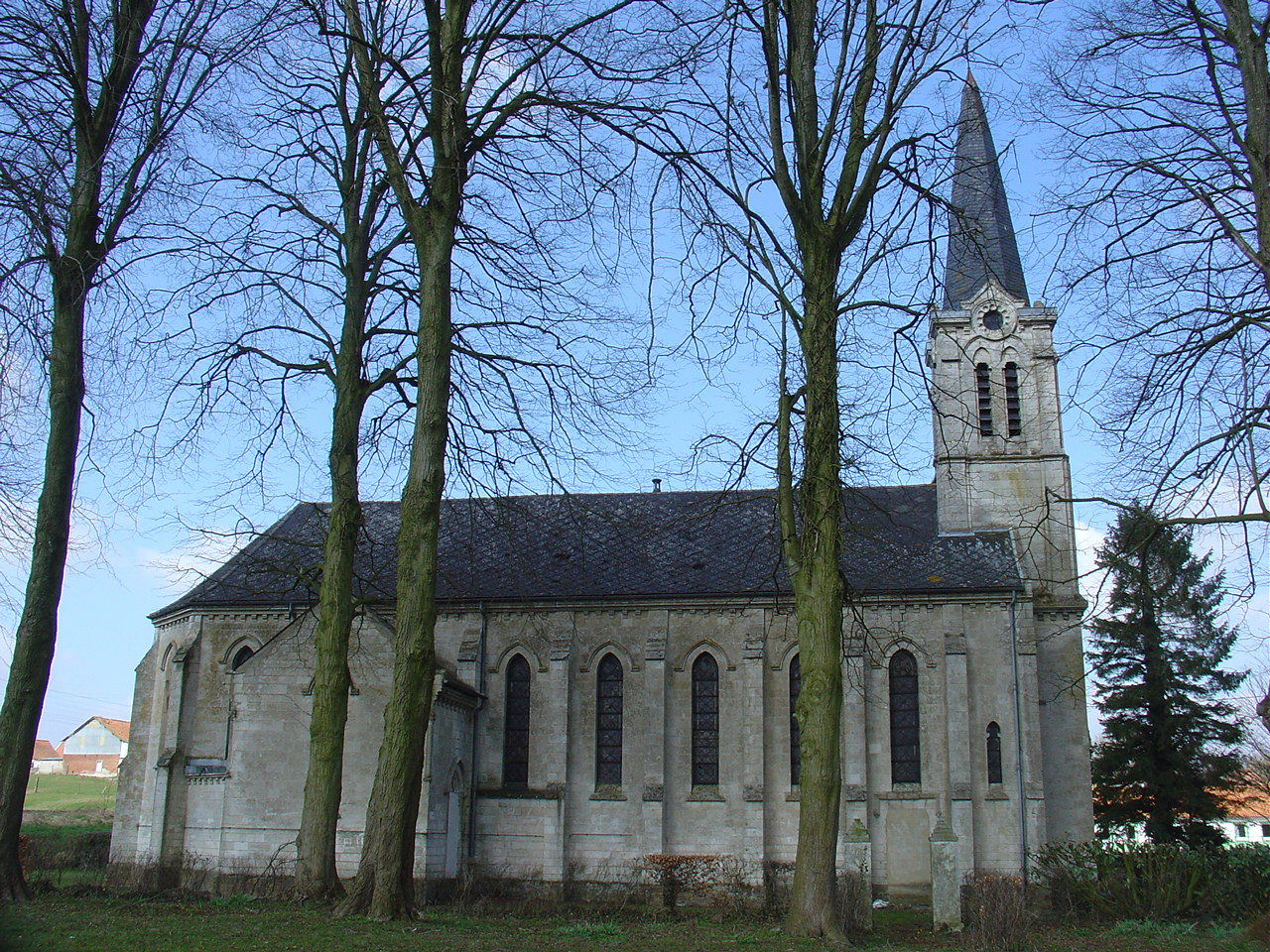
Kirche Saint-Pierre